# Восстание чауча

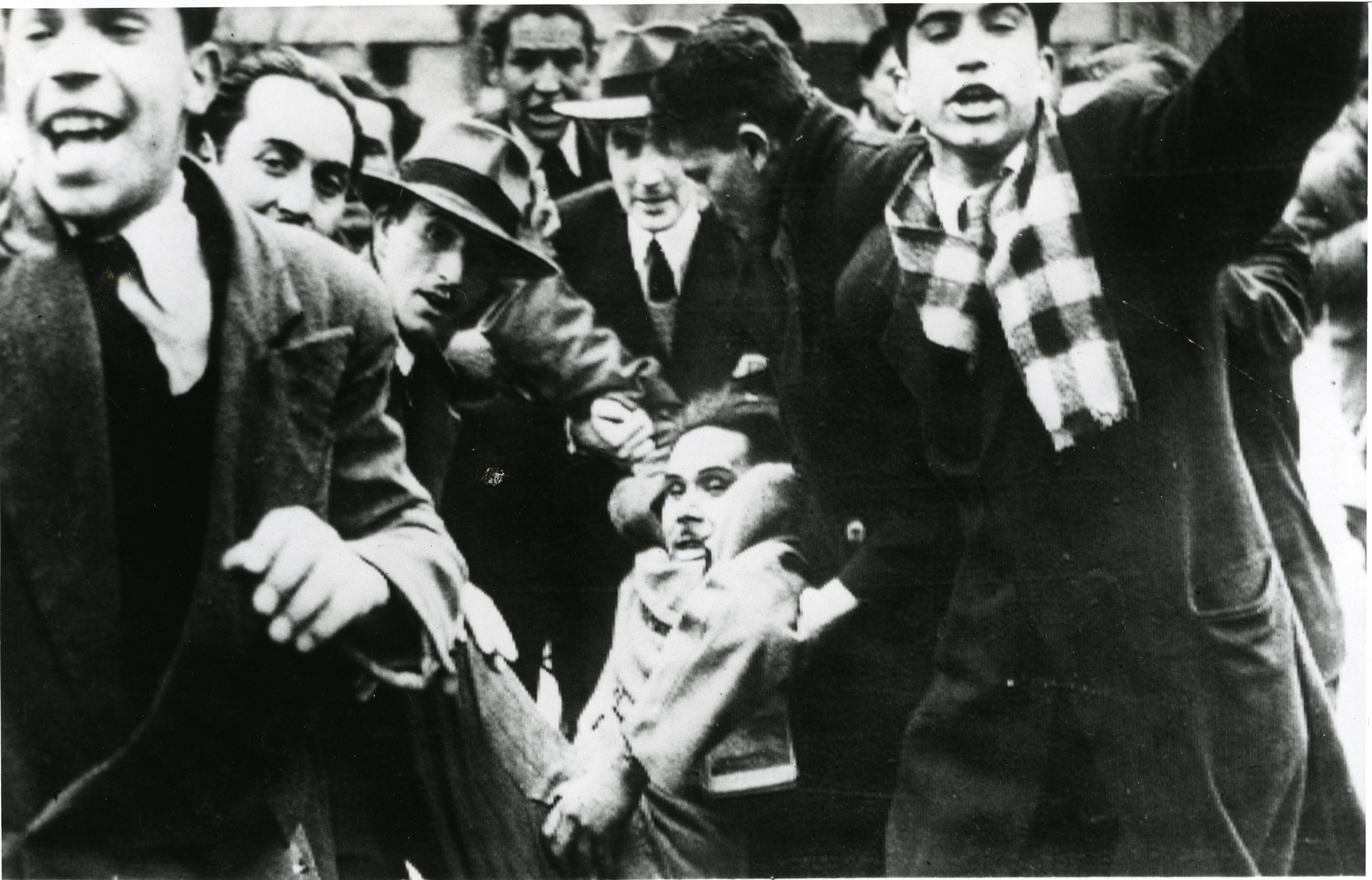
Манифестанты несут человека, раненного карабинерами

Восстание чауча (Революция чауча, исп. revolución de la chaucha) — демонстрация протеста 16—17 августа 1949 года в столице Чили Сантьяго против повышения цен на проезд в общественном транспорте на 20 центов чилийского песо («чауча» на чилийском сленге).

## Контекст
К 1949 году период радикальных правительств, начавшийся в 1938 году с победы Народного фронта, подходил к концу. В 1946 году к власти пришел Габриэль Гонсалес Видела — и хотя того на выборах поддерживала Коммунистическая партия Чили, а поэт Пабло Неруда вообще был руководителем предвыборной кампании, но на фоне начинавшейся холодной войны президент в середине 1947 года разорвал союз с коммунистами, а в 1948 году обнародовал «проклятый» Закон о постоянной защите демократии, объявивший Коммунистическую партию вне закона.
Антикоммунистический поворот Гонсалеса Виделы лишил его политической поддержки для формирования стабильных правительств, и в августе 1947 года в его «административный кабинет» вошли военные и независимые политики, иногда правых взглядов — такие как Хорхе Алессандри, занявший пост министра финансов. Таким образом, власти в конечном итоге сделали ставку на правые силы.
Своими главными задачами Алессандри считал обуздание инфляции и противостояние с профсоюзами. Он применял меры по прекращению роста заработной платы, хотя и не изменил контроль цен на товары первой необходимости. В ответ профсоюзы начали стачечную волну.

## Главные события
12 августа 1949 года правительство приняло решение увеличить цену проездного билета на общественный транспорт на 0,2 песо (монета в 20 центов в просторечии называлась «чауча») — с 1,4 до 1,6 песо. Четыре дня спустя, 16 августа, на акцию протеста на улицы Сантьяго вышли студенты, поддержанные служащими и рабочими.

В то время 20 центов были деньгами. Это была вспышка народного гнева, у которой не было руководителя или видимых лидеров. Люди высыпали на улицы, и демонстрации вспыхнули с такой силой, будто сухая солома.
Оригинальный текст (исп.)En ese tiempo 20 centavos era plata. Fue un estallido popular que no tenía cabeza ni dirigentes visibles. La gente salió a la calle y las movilizaciones prendieron como paja de trigo.
— Володя Тейтельбойм, 2007.
В акции протеста приняли участие студенты, учащиеся, рабочие, служащие и домохозяйки, требовавшие снижения стоимости проезда до эквивалента 1 доллара под лозунгом «Micros for one peso». Некоторые протестующие возводили баррикады, бросали камни, поджигали и переворачивали автомобили и автобусы, рушили линии электропередачи. По приказу правительства Гонсалеса Виделы карабинеры и военные атаковали демонстрантов с непропорциональной жестокостью, в результате чего более ста человек получили ранения, а число погибших оценивалось от 4 до 30 человек.

Сопротивление было подавлено после двух дней протестов. Французский писатель Альбер Камю, как раз проезжавший через Сантьяго, сообщал:
Вооружённые войска в касках занимают город. Иногда они стреляют на поражение. Это осадное положение. Ночью слышу отдельные выстрелы.

## Последствия
Под давлением протестов, фактически перераставших в восстание, власти были вынуждены пойти на попятную и отменить повышение цен на проезд. Кроме того, 7 февраля 1950 года президент произвёл изменения в кабинете министров, заменив министра финансов Хорхе Алессандри на Артуро Машке.
Считается, что протестное движение 1949 года катализировало создание Объединённого комитета рабочих (Comité Unido de Obreros, CUO), предшественника создания Единый профсоюзный центр трудящихся Чили (Central Única de Trabajadores, CUT) в 1953 году. Уже в 1950 году забастовки охватывали и государственных служащих, чего ранее не случалось.
Можно провести параллели между протестами в Сантьяго в 1949 и 2019 году — в обоих случаях причиной стихийных выступлений послужило повышение тарифов на проезд в общественном транспорте, больно бивший по карманам неимущих чилийцев, тратящих на эту статью расходов значительную часть своего бюджета. Оба раза власти ответили на протесты полицейской жестокостью с человеческими жертвами, но решение о подорожании было в итоге отменено, а протестующие расширяли свою программу до политических требований, однако в первом случае уже постфактум, поскольку властям удалось подавить недовольство.